# Batalha do monte Cranita
A Batalha do monte Cranita foi travada em 277 a.C. entre um exército da República Romana e um outro samnita durante a Guerra Pírrica (280–275 a.C.). Os samnitas eram aliados do rei Pirro de Epiro contra os romanos e tentavam reconquistar a independência perdida durante as Guerras Samnitas. Porém, quando Pirro deixou a Itália em 278 a.C. e cruzou para a Sicília, os aliados de Pirro na península foram deixados para se defender dos romanos sozinhos.

## Batalha
Em 277 a.C., os cônsules Públio Cornélio Rufino e Caio Júnio Bubulco invadiram Sâmnio devastando tudo pela frente conforme seguiam e tomando diversas fortalezas no caminho. Os samnitas tiveram que recuar para um conjunto de montes conhecido como "Cranita", uma referência aos grandes cornisos ("crania") que cresciam nas encostas, onde haviam deixado seus mais preciosos tesouros. Apesar da dificuldade do terreno, os romanos subiram a colina atrás deles, mas espessa vegetação e o aclive que tiveram que enfrentar deixaram os romanos vulneráveis ao ataque. Muitos foram mortos e outros foram feitos prisioneiros.
Depois da derrota no monte Cranita, os dois cônsules romanos se culparam mutuamente pelo vexame e deixaram de trabalhar juntos. Júnio seguiu saqueando o Sâmnio enquanto Rufino partiu para uma campanha contra  lucanos e brútios, capturando Croton.